# グラント・ニコラス

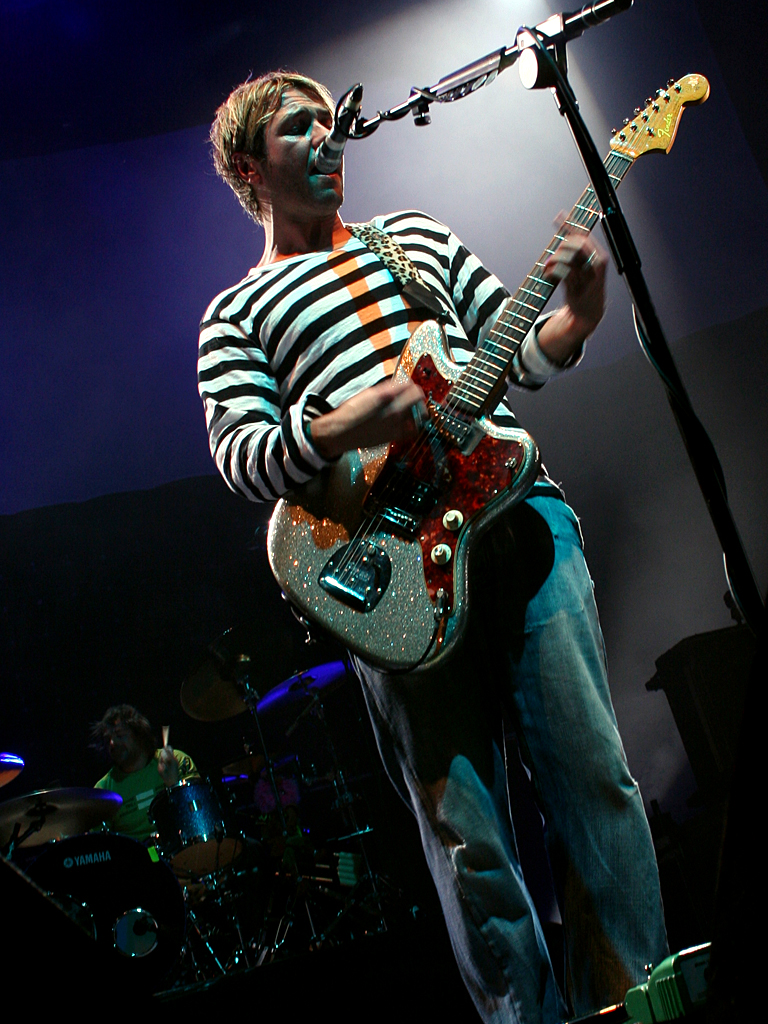
グラント・ニコラス

グラント・ニコラス（Grant Nicholas 1967年11月12日－）はイギリスのロックバンド、フィーダーのボーカル兼ギタリスト。
バンド内の中心的な存在で、フィーダーの楽曲はほぼ彼が作詞、作曲をしており、同バンドのフロントマンも務めている。ステージ上ではボーカル、ギターだけでなく、ピアノも披露する。

## 略歴
南ウェールズ・ニューポート出身の1967年11月12日生まれ。少年時代にはビートルズやブラック・サバス、ポリス、ジューダス・プリーストといったアーティストの影響を受けて育ち、14歳でギターを手にしたグラントが最初に演奏した曲はブラック・サバスの「パラノイド」とポリスの「ロクサーヌ」だったという。同じ時期に初めてのバンド「Sweet Leaf」を結成する。
その後同郷のジョン・ヘンリー・リーと20歳で出会い、カーディフを拠点とする「Temper Temper」を結成し、「Reel」「Rain Dancer」とバンド名を変えながら、同じウェールズ人のベーシストと共に活動していたが、思うように成果を上げられずロンドンへ出てくる。その後はロンドンでスタジオミュージシャンとして働きながら新たな活動を模索していた。
そして、1994年にタカ・ヒロセと出会い、ジョンと共にバンド「Real」を結成するが、その名前をグラントが嫌ったことから、1995年に「Feeder」（グラントが飼っていた金魚の名前だという）と改称し、現在に至っている。

## 使用機材
- フェンダー 1967 Sunburst Jazz Master
- Jazzbird Custom
- VOX AC30
- MESA/BOOGIE Dual Rectifier